# Care pe care (emisiune TVR)
Care pe care este o emisiune-concurs difuzată de postul TVR 1, produsă de Televiziunea Română. Este primul show TV din România dedicat exclusiv limbii române, îmbinând întrebări de gramatică, lexic și cultură generală cu probe distractive, video sau interactive.

## Format
Fiecare ediție include 3-4 concurenți, majoritatea tineri, care concurează în probe variate:
- Întrebări grilă din gramatica limbii române, ortografie și expresii uzuale;
- Probele video: identificarea greșelilor sau completarea unor texte;
- Probe creative de asociere cuvinte, sensuri și neologisme;
- Întrebări de cultură generală cu componentă lingvistică.

## Istoric
Emisiunea a debutat pe 8 mai 2023 la TVR 1, în grila de luni până joi, de la ora 18:00. Ulterior, începând cu sezonul 4, programul a fost mutat în weekend, sâmbăta și duminica de la ora 16:00.
Până în prezent au fost produse 5 sezoane, iar emisiunea continuă să fie difuzată.

## Producție
- Producător executiv: Elena Știrbescu
- Format: Marius Toader – achiziționat prin Media Factory Unit SRL
- Emisiunea este realizată în regie proprie de echipa TVR.
- Costul per ediție este estimat la aproximativ 12.970 euro, inclusiv licență, producție și difuzare.

## Prezentatoare
Ruxandra Gheorghe Negrea – jurnalist cu experiență în televiziune din 2001, cunoscută pentru prezența sa în emisiuni educative, inclusiv Vorbește corect.

## Recepție
TVR promovează emisiunea ca fiind un instrument de valorizare a limbii române și un program cu rol educativ, adresat tinerilor, profesorilor și publicului larg interesat de corectitudinea limbii.